# 하늘길
하늘길(Haneul-gil)은 서울특별시 강서구 방화동에서 외발산동까지 이르는 서울특별시도로, 총 연장은 2.855km이다.

## 유래
도로의 명칭이 유래된 것은 공항이 있는 곳으로, 비행기가 이륙할 때 하늘로 올라간다는 뜻으로 부여되었다.

## 역사
- 2010년 6월 30일 : 도로명으로 하늘길을 고시

## 주요 경유지
- 강서구
  - 방화동 - 과해동 - 공항동 - 외발산동 - 오곡동

## 접속하는 도로
직결
- 공항대로

교차
- 개화동로
- 방화동로
- 남부순환로
- 오정로
- 방화대로

간접 접촉
- 대장로

## 철도 연계역
- ● 수도권 전철 5호선 : 김포공항역
- ● 서울 지하철 9호선 : 김포공항역
- ● 인천국제공항철도 : 김포공항역
- ● 김포 도시철도 : 김포공항역
- ● 수도권 전철 서해선 : 김포공항역 (2023년 6월 30일 개통 예정)

## 주요 건물 및 시설
- 김포국제공항, 롯데몰, 스카이시티 (하늘길 38/방화동 886)
- 소방구조대 (하늘길 74/과해동 676)
- 김포공항역 (하늘길 지하 77/방화동 886)
- 한국공항공사 (하늘길 78/과해동 676)
- 국내선주차대기실 (하늘길 111/공항동 1373)
- AAS 정비동 (하늘길 170-1/공항동 1373)
- 아시아나항공격납고 (하늘길 176/공항동 1373-5)
- 국립항공박물관 (하늘길 177/공항동 1373-5)
- 제한물품창고 (하늘길 185/공항동 1373-5)
- 김포공항 급수시설 (하늘길 197/공항동 1373-5)
- 국립수산품질검사원 (하늘길 207/공항동 1373-5)
- 한국공항공사 교육센터 (하늘길 209/공항동 1373-5)
- 한국항공화물청사 (하늘길 210/공항동 1373-5)
- 항공·철도사고조사위원회 (하늘길 221/공항동 1373-5)
- 보세창고 (하늘길 227/공항동 1373-5)
- 대한항공 화물청사 (하늘길 246/공항동 1373-5)
- 물류창고 (하늘길 247, 하늘길 251/공항동 1373-5)
- S-OIL 김포공항주유소 (하늘길 259/외발산동 423-2)
- 대한항공 (하늘길 260/공항동 1370)